# Emmanuel Machuel
Pour les articles homonymes, voir Machuel.
Emmanuel Machuel est un directeur de la photographie français, né le 12 juin 1934  à Neuilly-sur-Seine (Hauts-de-Seine).

## Filmographie
- 1960 : La Blessure d'Edmond Lévy (court-métrage) : assistant-opérateur
- 1972 : Le Bar de la fourche de Alain Levent
- 1976 : Un enfant dans la foule de Gérard Blain
- 1977 : Beaubourg, centre d'art et de culture
- 1978 : Un second souffle
- 1980 : Jean Jaurès: vie et mort d'un socialiste (TV)
- 1980 : Le Rebelle de Gérard Blain
- 1981 : La Jeune Fille du premier rang (TV)
- 1983 : L'Argent de Robert Bresson
- 1983 : Vous habitez chez vos parents ? de Michel Fermaud
- 1984 : Le Matelot 512 de René Allio
- 1985 : Derborence de Francis Reusser
- 1985 : Les Poings fermés de Jean-Louis Benoît
- 1985 : Fugue en femme majeure de Patrick Villechaize
- 1986 : Le Goûter chez Niels
- 1986 : L'Intruse de Bruno Gantillon
- 1987 : Pierre et Djemila de Gérard Blain
- 1988 : La Loi sauvage
- 1988 : La Méridienne
- 1988 : La Nuit Bengali
- 1989 : Livsstråk
- 1990 : Los ángeles
- 1990 : Un destin cannibale (TV)
- 1990 : Caste criminelle de Yolande Zauberman
- 1991 : Swing Troubadour de Bruno Bayen
- 1991 : Van Gogh de Maurice Pialat
- 1992 : Puissance quatre (série TV)
- 1992 : À demain de Didier Martiny
- 1993 : La Joie de vivre de Roger Guillot
- 1993 : Le Château des oliviers de Nicolas Gessner (feuilleton TV)
- 1994 : Casa de Lava
- 1994 : Chèques en boîte
- 1995 : Le Mas Théotime (TV)
- 1995 : Les Femmes et les enfants d'abord (TV)
- 1996 : Château Magot (TV)
- 1996 : Encore de Pascal Bonitzer
- 1996 : Sous les jupes de la madone (TV)
- 1996 : Le bourgeois se rebiffe (TV)
- 1996 : Le Secret de Julia (TV)
- 1997 : J'ai horreur de l'amour de Laurence Ferreira Barbosa
- 1997 : Ossos
- 1997 : Bonjour Antoine (TV)
- 1998 : La Femme d'un seul homme (TV)
- 1999 : Toni de Philomène Esposito
- 1999 : Trois Ponts sur la rivière de Jean-Claude Biette
- 1999 : Les Migrations de Vladimir
- 1999 : La Lettre de Manoel de Oliveira
- 2000 : La Mécanique des femmes de Jérôme de Missolz
- 2000 : La Chambre obscure
- 2001 : Eau et Sel (Água e Sal) de Teresa Villaverde
- 2001 : Porto de mon enfance de Manoel de Oliveira
- 2001 : Malraux, tu m'étonnes!
- 2002 : Parlez-moi d'amour de Sophie Marceau
- 2002 : Zone Reptile (TV)
- 2003 : La Petite Prairie aux bouleaux de Marceline Loridan-Ivens
- 2003 : Un film parlé (Um Filme Falado) de Manoel de Oliveira
- 2006 : Les Courriers de la mort (TV) de Philomène Esposito
- 2009 : Ah ! la libido de Michèle Rosier

## Récompenses et nominations

### Récompenses
- Osella d'or de la meilleure photo à la Mostra de Venise 1997 pour Ossos de Pedro Costa

### Nominations
- César de la meilleure photographie 1992 pour Van Gogh de Maurice Pialat (avec Gilles Henry)